# Königstädten

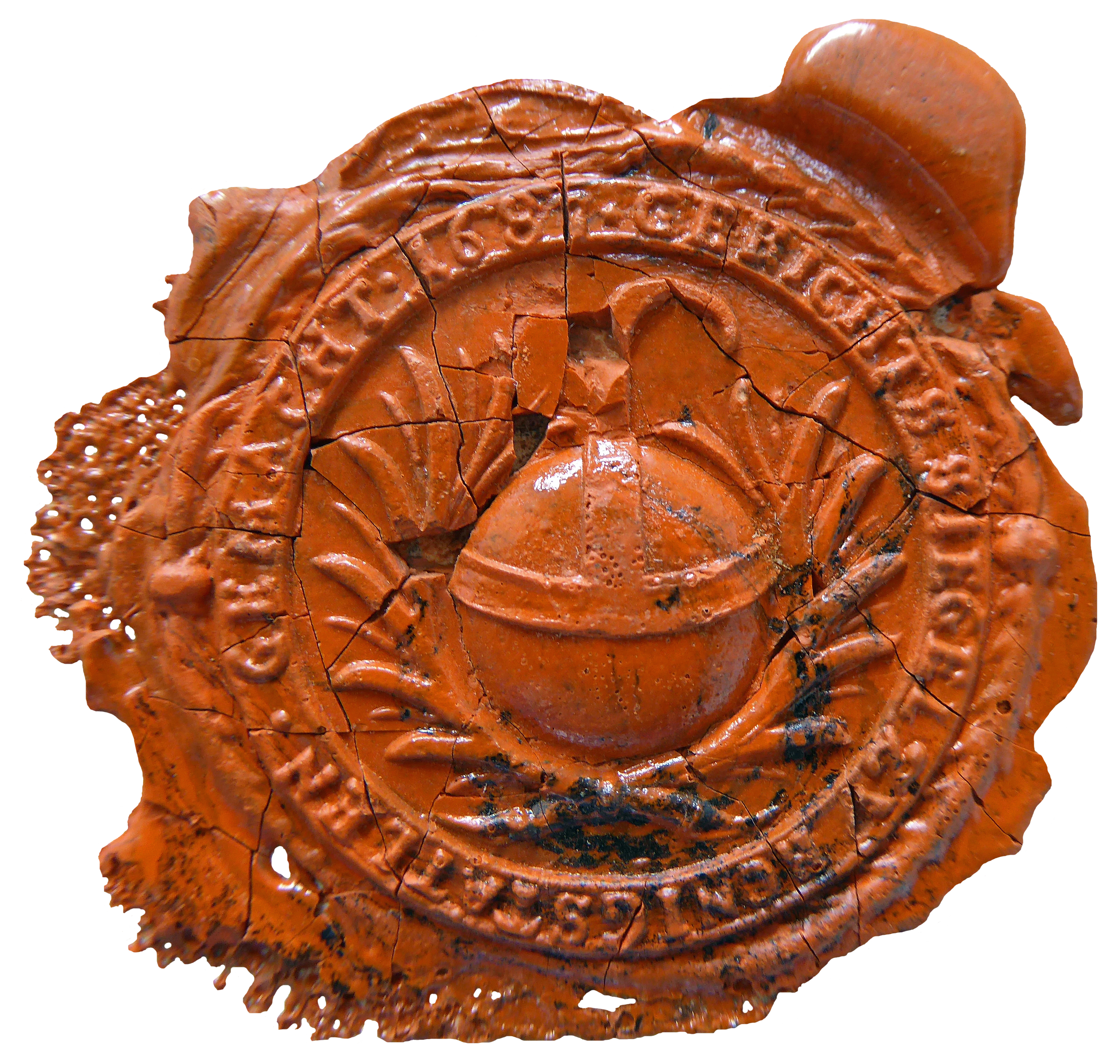
Gerichtssiegel (d = 35 mm) von Königstädten aus dem Jahr 1687, Umschrift: * GERICHTS SIEGEL ZV KÖNIGSTÄTLEN. GEMACHT. 1687

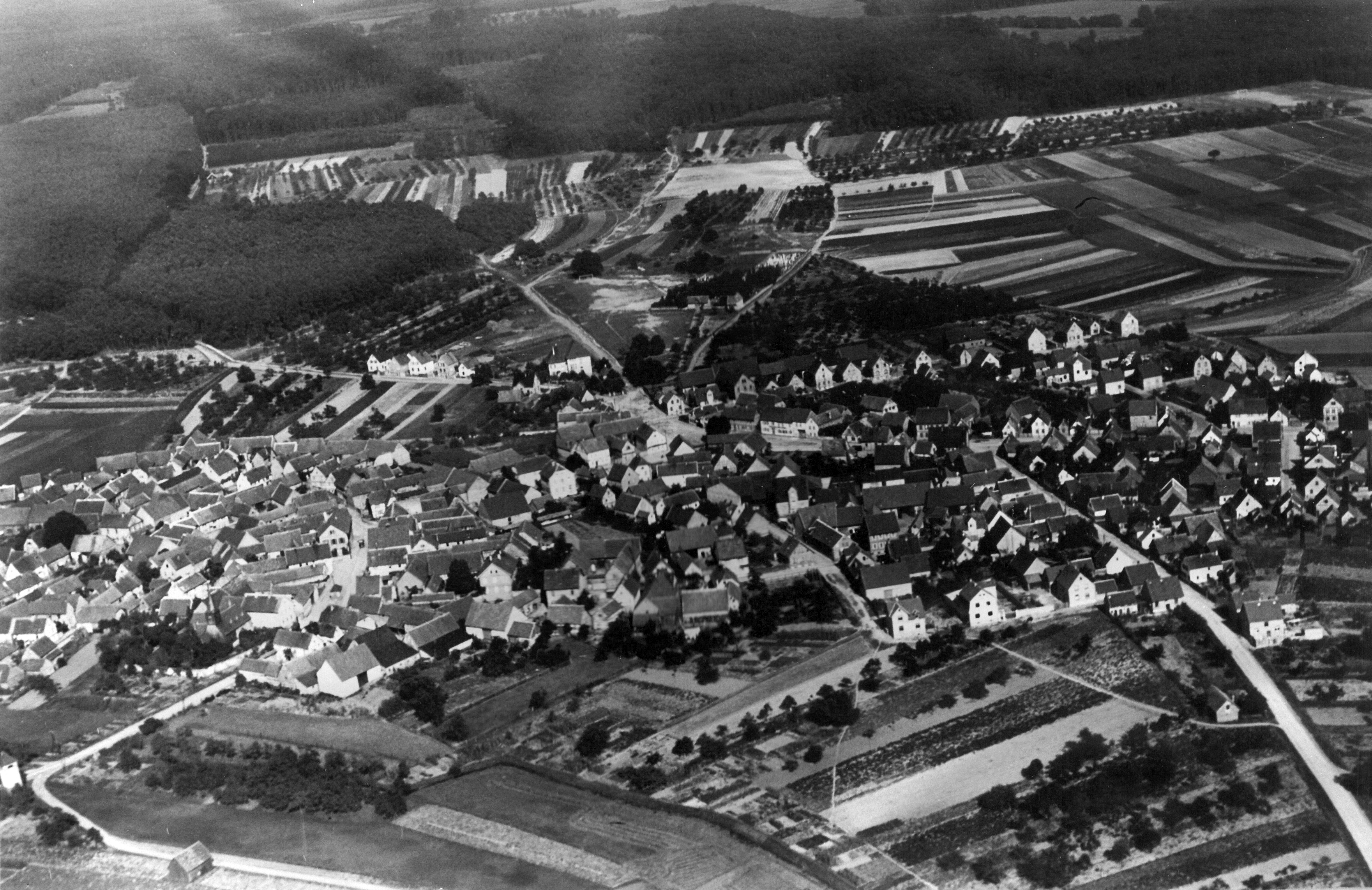
Luftbild Königstädten 1926

Königstädten ist ein Stadtteil von Rüsselsheim am Main im südhessischen Kreis Groß-Gerau und wurde 1956 eingemeindet. Er grenzt im Süden an Nauheim. Ursprünglich ein von der Land- und Forstwirtschaft geprägter Ort, hat sich Königstädten im Laufe der Zeit überwiegend zum Wohngebiet gewandelt.

## Geografische Lage
Königstädten liegt rechtsrheinisch im nördlichen Teil der Oberrheinischen Tiefebene, grenzt an das Hessische Ried und ist Teil des Rhein-Main-Gebietes. Der Ort lag früher am alten Hauptmainlauf. Teile davon sind noch als Horlachgraben und Senken in der Königstädter Gemarkung zu sehen.

## Geschichte

### Vor und Frühgeschichte
Eine Fundstelle endpaläolithischer Werkzeuge mit archäologischer Wichtigkeit für den gesamten südhessischen Raum belegt, dass hier schon vor 13.000 Jahren eiszeitliche Jäger lebten.
Es fanden sich Spuren von Besiedlung aus der Glockenbecherzeit ca. 2000 Jahre v. Chr. und Flachbeile aus der Kupferzeit auf den heutigen Feldern zwischen Königstädten und Schönauer Hof westlich des heutigen Ortes.
Im 1. Jhd. n. Chr. gehörte die Gegend um das heutige Königstädten zum Dekumatland im römisch besetzen Teil Germaniens. Ca. 1 km westlich verlief eine Römerstraße von Mogontiacum bzw. Hochheim am Main zum Kastel Groß-Gerau. Eine Besiedlung zu dieser Zeit ist jedoch nicht belegt. Nach dem Fall des Limes um das Jahr 260 n. Chr. strömten alamannische Siedler in die Oberrheinische Tiefebene und siedelten bis ins 5. Jhd. ausschließlich auf der rechtsrheinischen Seite. Ob Alamannen (womöglich alamannische Bucinobanten, die rund um den Niedermain sesshaft wurden) die Gründer von Königstädten waren oder ob erst den Franken diese Rolle zufiel, ist unbekannt. Allerdings deutet der alte Ortsname Stetin auf eine alamannische, vorfränkische Gründung.

### Ortsgeschichte
Erstmals erwähnt wurde Königstädten 817 im Lorscher Codex, als Ludwig der Fromme den Ort durch Tausch mit der Abtei Fulda erwarb. In dieser Zeit war der Name des Ortes Steten, bis zum 14. Jahrhundert Stetin, dann Steden, Stethen und Konigsteden genannt. Begütert waren hier die Mönche des Klosters Eberbach.

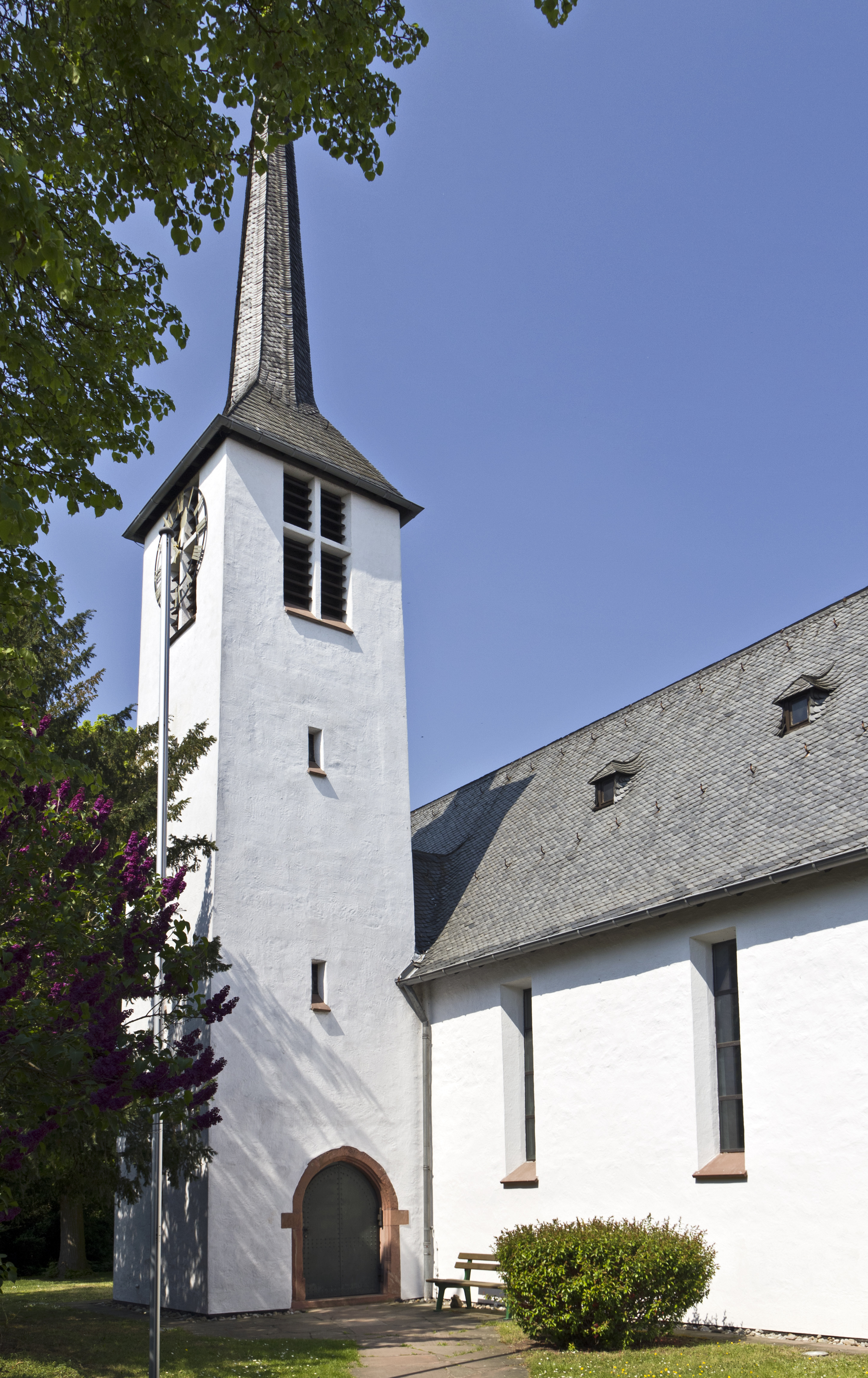
In der Königstädter Kirche predigte, so die Legende, Martin Luther auf dem Weg zum Reichstag zu Worms 1521.

Die Königstädter Kirche wird 880 erwähnt, als Ludwig der Deutsche sie der königlichen Salvatorskapelle, dem späteren Frankfurter Dom, schenkte. Ab dem 15. Jahrhundert übten vor allem die Grafen von Isenburg-Birstein die Herrschaft über Königstädten aus, bevor der Ort 1642 an die Landgrafschaft Hessen-Darmstadt abgetreten wurde; faktisch allerdings erst durch den Entscheid einer kaiserlichen Kommission. Im Mittelalter erklärte sich die Bedeutung Königstädtens vor allem aus seinem Waldreichtum, der 1927 noch eine Fläche von rund 1.300 Hektar umfasste. Die königliche Jagd und die Holzwirtschaft bestimmten das Dorfleben. In der Reformationszeit evangelisiert, blieb Königstädten im Dreißigjährigen Krieg lange von Plünderung und Zerstörung verschont. Als aber das schwedische Heer in Mainz dauerhaft Quartier nahm, wurde ab 1634 auch Königstädten Opfer von Plünderungen und der Pest. Es ist überliefert, dass nur vier Häuser und neun Königstädter Einwohner die Kriegswirren überstanden. Die Kriegsjahre in Folge der französischen Revolution führten 1791 preußische Truppen, 1805 französische Truppen nach Königstädten.
Im Mittelalter gehörte der Ort zur Grafschaft Isenburg-Birstein und ging 1682 an die Landgrafschaft Hessen-Darmstadt.
Mit der hessischen Herrschaft wurde Königstädten Teil des hessischen Amtes Rüsselsheim und verblieb dort bis 1820. Ab 1806 gehörte es zur Provinz Starkenburg des Großherzogtums Hessen. 1821 wurden im Großherzogtum Landratsbezirke eingeführt und Königstädten wurde dem Landratsbezirk Dornberg zugeteilt.
Die Statistisch-topographisch-historische Beschreibung des Großherzogthums Hessen berichtet 1829 über Königstädten:

„Königstädten (L. Bez. Dornberg) luth. Pfarrdorf; liegt 1 1⁄4 St. von Dornberg, und hat 101 Haus und 565 Einw., die bis auf 17 Kath. 1 Reform. und 40 Juden alle lutherisch sind. In der Nähe sind Sandhügel, die wahrscheinlich römischen Ursprungs sind, und bei welchen schon römische Münzen gefunden worden sind. – Königstädten, früher Stetin oder Steden genannt, kam von den Münzenbergern und Falkensteinern an die Grafen von Isenburg, welche das Dorf 1642 durch einen Hauptvergleich an Hessen abtraten. Aber erst 1685 wurde Hessen durch eine kaiserliche Commission in dessen Besitz gesetzt. Das Kloster Padenhausen bei Heusenstamm, welches nach der Reformation eingegangen ist, hatte noch 1521 das Patronat über die Kirche.“

1832 wurden die Einheiten ein weiteres Mal vergrößert und es wurden Kreise geschaffen. Dadurch gelangte Königstädten in den Kreis Groß-Gerau. Die Provinzen, die Kreise und die Landratsbezirke des Großherzogtums wurden am 31. Juli 1848 abgeschafft und durch Regierungsbezirke ersetzt, was jedoch bereits am 12. Mai 1852 wieder rückgängig gemacht wurde. Dadurch gehörte Königstädten zwischen 1848 und 1852 zum Regierungsbezirk Darmstadt, bevor wieder der Kreis Groß-Gerau für die übergeordnete Verwaltung zuständig war. Dort verblieb der Ort durch alle weiteren Verwaltungsreformen bis heute.
In Königstädten überragte die Agrarwirtschaft bis weit in das 20. Jahrhundert hinein alle übrigen Gewerbe an Bedeutung. Als schwarzer Tag in der Königstädter Geschichte gilt der 12./13. August 1944, als das Dorf in einem nächtlichen Angriff britischer Bomber beinahe komplett vernichtet wurde. Beginnend mit dem Setzen der Zielmarkierungen um kurz nach Mitternacht dauerte es weniger als eine halbe Stunde, bis fast der ganze Dorfkern zu einem Inferno wurde. 22 Einwohner und Gäste kamen in den Flammen ums Leben. Auch 72 Pferde, 245 Rinder, 330 Schweine, 101 Ziegen und 2001 Stück Geflügel kamen im Feuer um. Insgesamt wurden in dieser Nacht nach amtlichen Angaben 86 % der Gebäude in Königstädten zerstört. Es wird vermutet, dass der Angriff eigentlich entweder dem Opel-Werk Rüsselsheim oder dem Bischofsheimer Güterbahnhof mit seiner überregionalen Bedeutung als Verkehrsknotenpunkt galt. Mehr als 70.000 Brandbomben und ca. 500 t Sprengbomben fielen in dieser Nacht auf Königstädten.
Nach dem Wiederaufbau ist die Gemeinde, aus der ein großer Teil der Bevölkerung bei Opel Beschäftigung gefunden hatte, im Jahre 1956 mit damals rund 2500 Einwohnern nach Rüsselsheim eingemeindet worden. Heute hat der Stadtteil Königstädten rund 10.000 Einwohner.

### Verwaltungsgeschichte im Überblick
Die folgende Liste zeigt die Staaten und Verwaltungseinheiten, denen Königstädten angehört(e):
- vor 1642: Heiliges Römisches Reich, Grafschaft Isenburg-Birstein, Amt Offenbach
- ab 1642: Heiliges Römisches Reich, Landgrafschaft Hessen-Darmstadt (Abtretung 1685 vollzogen), Obergrafschaft Katzenelnbogen, Amt Rüsselsheim[11][6]
- ab 1803: Heiliges Römisches Reich, Landgrafschaft Hessen-Darmstadt, Fürstentum Starkenburg, Amt Rüsselsheim
- ab 1806: Großherzogtum Hessen,[Anm. 2] Fürstentum Starkenburg, Amt Rüsselsheim[12]
- ab 1815: Großherzogtum Hessen,[Anm. 3] Provinz Starkenburg, Amt Rüsselsheim
- ab 1821: Großherzogtum Hessen, Provinz Starkenburg, Landratsbezirk Dornberg[Anm. 4]
- ab 1832: Großherzogtum Hessen, Provinz Starkenburg, Kreis Groß-Gerau
- ab 1848: Großherzogtum Hessen, Regierungsbezirk Darmstadt
- ab 1852: Großherzogtum Hessen, Provinz Starkenburg, Kreis Groß-Gerau
- ab 1871: Deutsches Reich, Großherzogtum Hessen, Provinz Starkenburg, Kreis Groß-Gerau
- ab 1918: Deutsches Reich (Weimarer Republik), Volksstaat Hessen, Provinz Starkenburg, Kreis Groß-Gerau
- ab 1938: Deutsches Reich, Volksstaat Hessen, Landkreis Groß-Gerau[13][Anm. 5]
- ab 1945: Amerikanische Besatzungszone,[Anm. 6] Groß-Hessen, Regierungsbezirk Darmstadt, Landkreis Groß-Gerau
- ab 1946: Amerikanische Besatzungszone, Land Hessen, Regierungsbezirk Darmstadt, Landkreis Groß-Gerau
- ab 1949: Bundesrepublik Deutschland, Land Hessen, Regierungsbezirk Darmstadt, Landkreis Groß-Gerau
- ab 1956: Bundesrepublik Deutschland, Land Hessen, Regierungsbezirk Darmstadt, Landkreis Groß-Gerau, Stadt Rüsselsheim[Anm. 7]

### Einwohnerentwicklung
| • 1806: | 505 Einwohner, 94 Häuser  |
| • 1829: | 565 Einwohner, 101 Häuser |
| • 1867: | 815 Einwohner, 131 Häuser |

| Königstädten: Einwohnerzahlen von 1791 bis 1950 | Königstädten: Einwohnerzahlen von 1791 bis 1950 | Königstädten: Einwohnerzahlen von 1791 bis 1950 | Königstädten: Einwohnerzahlen von 1791 bis 1950 | Königstädten: Einwohnerzahlen von 1791 bis 1950 |
| --- | ----------------------------------------------- | ----------------------------------------------- | ----------------------------------------------- | ----------------------------------------------- |
| Jahr |                                                 |                                                 |                                                 | Einwohner                                       |
| 1791 | 1791                                            |                                                 | 425                                             | 425                                             |
| 1800 | 1800                                            |                                                 | 460                                             | 460                                             |
| 1806 | 1806                                            |                                                 | 505                                             | 505                                             |
| 1829 | 1829                                            |                                                 | 565                                             | 565                                             |
| 1834 | 1834                                            |                                                 | 676                                             | 676                                             |
| 1840 | 1840                                            |                                                 | 738                                             | 738                                             |
| 1846 | 1846                                            |                                                 | 753                                             | 753                                             |
| 1852 | 1852                                            |                                                 | 715                                             | 715                                             |
| 1858 | 1858                                            |                                                 | 725                                             | 725                                             |
| 1864 | 1864                                            |                                                 | 760                                             | 760                                             |
| 1871 | 1871                                            |                                                 | 827                                             | 827                                             |
| 1875 | 1875                                            |                                                 | 831                                             | 831                                             |
| 1885 | 1885                                            |                                                 | 925                                             | 925                                             |
| 1895 | 1895                                            |                                                 | 951                                             | 951                                             |
| 1905 | 1905                                            |                                                 | 1.080                                           | 1.080                                           |
| 1910 | 1910                                            |                                                 | 1.125                                           | 1.125                                           |
| 1925 | 1925                                            |                                                 | 1.268                                           | 1.268                                           |
| 1939 | 1939                                            |                                                 | 1.551                                           | 1.551                                           |
| 1946 | 1946                                            |                                                 | 1.612                                           | 1.612                                           |
| 1950 | 1950                                            |                                                 | 2.005                                           | 2.005                                           |
| Datenquelle: Historisches Gemeindeverzeichnis für Hessen: Die Bevölkerung der Gemeinden 1834 bis 1967. Wiesbaden: Hessisches Statistisches Landesamt, 1968. Weitere Quellen: LAGIS; 1791; 1800 |                                                 |                                                 |                                                 |                                                 |

- Beim Zensus 2011 wurden 8565 Einwohner gezählt.[17]
- Ende 2017 lebten 10.148 Einwohner in Königstädten.[2]

## Politik
Für Königstädten besteht ein Ortsbezirk (Gebiete der ehemaligen Gemeinde Königstädten) mit Ortsbeirat und Ortsvorsteher nach der Hessischen Gemeindeordnung.
Der Ortsbeirat besteht aus neun Mitgliedern. Seit den Kommunalwahlen 2016 gehören ihm drei Mitglieder der CDU, zwei Mitglieder der SPD, ein Mitglied dem Bündnis 90/Die Grünen, ein Mitglied der FDP, ein Mitglied der Die Linke/Liste Solidarität und ein Mitglied gehört keiner Fraktion an. Ortsvorsteher ist Karl-Heinz Schneckenberger (Die Linke/Liste Solidarität).

## Kultur
Einmal im Jahr, nämlich im Herbst, findet die Königstädter Kerb statt, welche sich über zwei Wochenenden zieht.
In Kinsteere fällt die Kerb auf den Sonntag nach Gallus. Gallus ist der 16. Oktober, genannt nach dem Todestag des heiligen Gallus (550–645), der den Alemannen predigte. Ist Gallus selbst ein Sonntag, so ist dies der Kerbesonntag.
Der Verein Königstädter Hofkonzerte hat zum Zweck die Förderung von Kunst, Kultur und Brauchtum, insbesondere die Ausrichtung von Konzertveranstaltungen und die Veröffentlichung von Schriften.
Kinsteerer Kerweborsch
Die Kinsteerer Kerwebosch sind ein Verein junger Männer, die es sich zur Aufgabe gemacht haben eine Tradition aufrechtzuerhalten, die es schon seit über 570 Jahren in Königstädten gibt. Dabei handelt es sich nicht um Fastnacht oder Weihnachten, denn die gibt es schon länger; die Rede ist von der Kinsteerer Kerb.
Diese Tradition spiegelt sich jedes Jahr in einem großen Volksfest wider, das sich über zwei Wochenenden hin erstreckt. Die Kinsteerer Kerweborsch sind diejenigen, welche dieses Fest über das Jahr hin planen und organisieren. Sie agieren hinter und natürlich auch vor der Bühne, unterstützt von zahlreichen Helfern. Sie wollen den Kinsteerern ein Stück Tradition näher bringen und somit verhindern, dass diese vergessen wird; und jedes Jahr schließen sich über 500 Besucher pro Abend den Kerweborsch an, um sie dabei zu unterstützen, die Kinsteerer Kerb nicht zu vergessen und sie jedes Jahr aufs Neue hochleben zu lassen.
Ein aktiver Kerwebosch muss in Königstädten männlich und Junggeselle sein. Die Traditionspflege umfasst neben allerlei Liedgut auch eine "Eichung", die jeder Kerwebosch durchlaufen muss. Für ihre besonderen Verdienste um die "Kinsteerer Kerb" wurden bis dato vier Männer auf Lebenszeit zu "Ehrenkerwebosch" ernannt: Thorben Geyer, Walter Giesecke (†), Kai Hentonnen, Georg Press (†)

## Öffentliche Einrichtungen

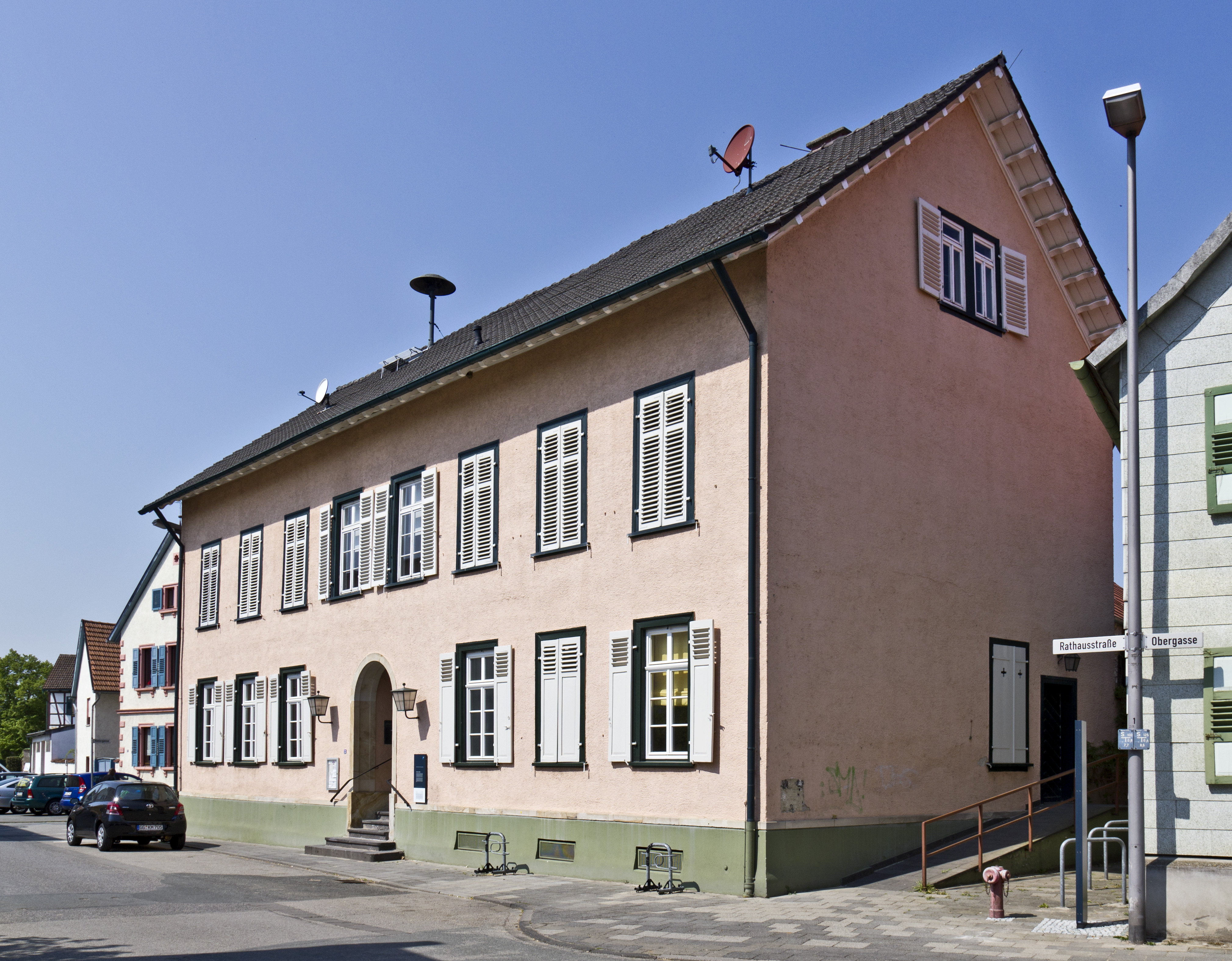
Das alte Schul- und Rathaus

Königstädten besitzt ein evangelisches Gemeindezentrum, eine evangelische Kirche und eine katholische Kirche (Johannesgemeinde).
Die Rüsselsheimer Gemeinde besitzt eine Grundschule (Grundschule Königstädten), eine Haupt- und Realschule (Gerhart-Hauptmann-Schule) sowie eine Schule für Behinderte (Helen-Keller-Schule).
Die Freiwillige Feuerwehr Königstädten, die im Jahr 1930 gegründet wurde, sorgt für den Brandschutz und die allgemeine Hilfe. Die Geschichte der örtlichen Feuerwehr reicht aber bis ins Jahr 1881 zurück.

## Ehrenbürger
- Adam Foßhag (1879–1956), Historiker